# Xerophyllum asphodeloides
Xerophyllum asphodeloides là một loài thực vật có hoa trong họ Melanthiaceae. Loài này được (L.) Nutt. miêu tả khoa học đầu tiên năm 1818.